# Hans Martin Klinkenberg
Hans Martin Klinkenberg (* 1. April 1921 in Köln; † 20. Februar 2002 ebenda) war ein deutscher Historiker, dessen Forschungsschwerpunkt die Mittelalterliche Geschichte bildete.

## Leben und Wirken
Hans Martin Klinkenberg, Sohn des Gymnasiallehrers und Historikers Johannes Klinkenberg, studierte nach seinem Abitur im Jahre 1939 bedingt durch den Zweiten Weltkrieg erst ab 1945 an den Universitäten in Köln und Bonn zunächst Geschichte, Klassische Philologie und Germanistik sowie später noch Rechtswissenschaften, Kunstgeschichte und Philosophie. In Köln wurde Klinkenberg 1950 bei Gerhard Kallen mit einer Dissertation zum Thema: Papst Leo der Große, römischer Primat und Reichskirchenrecht zum Dr. phil. promoviert. Als wissenschaftlicher Mitarbeiter der Kölner Universität habilitierte er sich dort 1953 mit einer Arbeit zum Thema: Rather von Verona und das 10. Jahrhundert. Anschließend folgte ein Auslandsjahr am Deutschen Historischen Institut in Rom. 1954 kehrte Klinkenberg wieder an die Universität Köln zurück, wo er zunächst als Privatdozent und später als außerplanmäßiger Professor wirkte.
Im Jahre 1964 folgte er einem Ruf an die RWTH Aachen, wo er den Lehrstuhl für Mittelalterliche Geschichte übernahm und zum Direktor des Historischen Instituts ernannt wurde. Unmittelbar nach seinem Amtsantritt setzte sich Klinkenberg für die Einrichtung und den Aufbau einer philosophischen Fakultät an der TH Aachen ein, welche dann auf Grund seiner Initiative bereits ein Jahr später offiziell eröffnet wurde. Dieser neu eingerichteten Fakultät stand Klinkenberg von 1965 bis 1967 als erster Dekan vor. Anschließend wurde er für den Zeitraum 1968/69 zum Prorektor der RWTH Aachen gewählt.
In den Jahren der Vorbereitung zur 100-Jahr-Feier der RWTH Aachen (1970) wurde Klinkenberg mit der Aufarbeitung der Geschichte der Hochschule für die Feierlichkeiten betraut. Nach Sichtung, Sortierung und Katalogisierung der zahlreich vorhandenen, aber in den verschiedenen Instituten der Hochschule verstreuten Dokumente und Unterlagen seit der Gründungszeit der TH im Jahre 1870, setzte er sich maßgeblich dafür ein, dass mit Wirkung vom 9. März 1967 der Gründungsbeschluss des Senats zur Einrichtung des zentralen Hochschularchivs der RWTH Aachen zustande kam. Darüber hinaus war Klinkenberg in den 1970er Jahren offizieller Delegierter der RWTH Aachen im Karlspreis-Direktorium der Stadt Aachen.

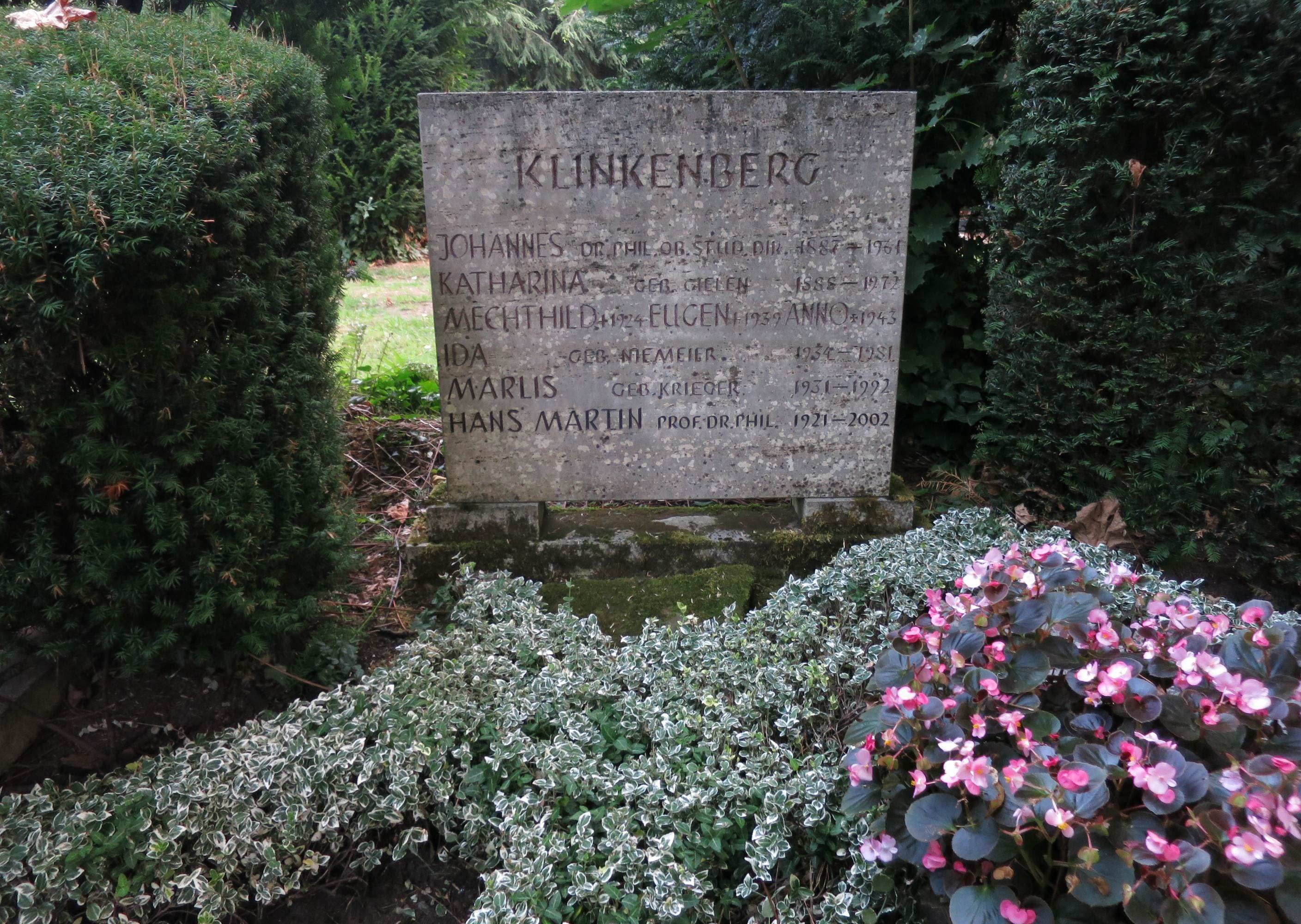
Grabstätte der Familie Klinkenberg

Im Jahre 1986 wurde Klinkenberg emeritiert. Am 8. Februar 1990 erfolgte „…in Anerkennung seiner großen Verdienste bei Gründung und Aufbau der Philosophischen Fakultät, für seinen nimmermüden Einsatz für die Verknüpfung der Kulturwissenschaften mit dem natur- und ingenieurwissenschaftlichen Schwerpunkt der Hochschule, für seine Verdienste um die Herausgabe und Gestaltung der Festschrift zum 100jährigen Bestehen der Hochschule und für seine Tätigkeit als Prorektor der Rheinisch-Westfälischen Technischen Hochschule“ seine Ernennung zum Ehrensenator der RWTH Aachen.
Klinkenberg starb 2002 im Alter von 80 Jahren. Er wurde im Familiengrab auf dem Kölner Friedhof Melaten (Flur 39) beigesetzt.

## Schriften (Auswahl)
- Papst Leo der Große. Römischer Primat und Reichskirchenrecht. Dissertation, Universität zu Köln 1952.
- Über karolingische Fürstenspiegel. In: Geschichte in Wissenschaft und Unterricht 7, 1956, S. 82–98.
- Versuche und Untersuchungen zur Autobiographie bei Rather von Verona. In: Archiv für Kulturgeschichte 38, 1956, S. 265–314.
- mit Josef Engel (Hrsg.): Mittelalter und Neuzeit. Gerhard Kallen zum 70. Geburtstag dargebracht von Kollegen, Freunden und Schülern. Hanstein, Bonn 1957.
- Zwischen Liberalismus und Nationalismus. Im zweiten Kaiserreich (1870–1918). In: Monumenta Judaica. 2000 Jahre Geschichte und Kultur der Juden am Rhein. Eine Ausstellung im Kölnischen Stadtmuseum, 15. Okt. 1963 – 15. Febr. 1964. Im Auftrag der Stadt Köln hrsg. von Konrad Schilling. [Bd. 1:] Handbuch. Köln 1963, S. 309–384, S. 791–793.
- Die Theorie der Veränderbarkeit des Rechtes im frühen und hohen Mittelalter. In: Paul Wilpert (Hrsg.): Lex et sacramentum im Mittelalter. Walter de Gruyter, Berlin 1969, S. 157–188.
- (Hrsg.): Rheinisch-Westfälische Technische Hochschule Aachen 1870–1970. O. Bek Verlag, Stuttgart 1970.
- Homo faber mentalis. Über den Zusammenhang von Technik, Kunst, Organisation und Wissenschaft (= Beiheft zum Archiv für Kulturgeschichte. Nr. 37). Böhlau, Köln 1995.